# Штуранович, Желько
Же́лько Штура́нович (серб. Жељко Штурановић; 31 января 1960, Никшич — 30 июня 2014, Париж) — черногорский политик, премьер-министр Черногории с 10 ноября 2006 года  по 29 февраля 2008 года.

## Биография
Окончил юридический факультет Университета Черногории (1983), работал руководителем юридической службы одной из черногорских радиостанций. В 1993 году был избран от Демократической партии социалистов Черногории в Союзный парламент Сербии и Черногории, затем переизбран повторно, некоторое время возглавлял парламентскую фракцию своей партии. В 2001 году занял пост министра юстиции Черногории.
В 2006 году в связи с отставкой премьер-министра Мило Джукановича был предложен правящей Демократической партией социалистов Черногории на пост председателя правительства и благополучно избран голосованием депутатов парламента Черногории (42 голоса «за», 28 голосов «против»). За время действия своих полномочий подписал от имени Черногории договор о начале Процесса стабилизации и ассоциации с Европейским союзом.
В 2008 году подал в отставку по состоянию здоровья — у него был обнаружен рак лёгких. Скончался 30 июня 2014 года в Институте онкологии имени Густава Русси в Париже после продолжительной болезни.